# Solieriaceae
Solieriaceae é uma família de algas vermelhas (Rhodophyceae) da ordem Gigartinales.

## Géneros
A família Solieriaceae inclui os seguintes géneros:
- Agardhiella
- Betaphycus
- Eucheuma
- Euryomma
- Flahaultia
- Gardneriella
- Kappaphycus
- Melanema
- Meristotheca
- Placentophora
- Sarcodiotheca
- Sarconema
- Solieria
- Tikvahiella
- Wurdemannia